# Baia di Iphigenia
La baia di Iphigenia (Iphigenia Bay) si trova nell'Arcipelago di Alessandro Arcipelago Alexander) nell'Alaska sud-orientale (Stati Uniti d'America).

## Etimologia
La baia prende il nome, assegnato nel 1867 dal geografo George Davidson dipendente della U.S. Coast and Geodetic Survey (USC & GS), dalla nave "Iphigenia Nubiana", comandata dal capitano William Douglas nel 1788.

## Geografia
La baia in particolare si trova a nord-ovest dell'isola Principe di Galles e si affaccia direttamente sull'oceano Pacifico. Le dimensioni sono circa 50 x 20 chilometri. La baia è circondata da diverse isole e collegata da diversi canali descritti qui di seguito. La baia limita a occidente la Tongass National Forest.

### Isole della baia
Nella baia sono presenti le seguenti principali isole (da nord in senso orario):
- Isola di Coronation (Coronation Island)[5] 55°52′46″N 134°14′46″W - L'isola, lunga quasi 15 chilometri[1] e con una elevazione di 395 metri (Picco Windy - Windy Peak), si trova all'estremo nord della baia.
- Isola di Cora (Cora Island)[6] 55°54′12″N 134°07′13″W - La piccola isola di Cora, lunga 320 metri e con una elevazione di 24 metri, si trova nella parte nord dell'isola di Coronation e a poche decine di metri dall'isola.
- Isola di Warren (Warren Island)[7] 55°53′34″N 133°53′34″W - L'isola, lunga quasi 10 chilometri[1] e con una elevazione di 509 metri, si trova nella parte nord della baia tra lo stretto di Sumner (Sumner Strait) e il canale di Warren (Warren Channel).
- Isola di Whale Head (Whale Head Island)[8] 55°51′46″N 133°40′49″W - L'isola, lunga poco più di 2 chilometri[1] e con una elevazione di 53 metri, si trova alla fine di un lungo promontorio della parte meridionale dell'isola di Kosciusko (Kosciusko Island) e divide il canale di Warren (Warren Channel) dal canale di Davidson (Davidson Inlet), bracci di mare, entrambi collegati alla baia di Iphigenia.
- Isola di Heceta (Heceta Island)[9] 55°45′52″N 133°31′55″W - L'isola, larga circa 24 chilometri[1] e con una elevazione di 847[10] metri, si trova tra la baia di Davidson (Davidson Inlet) e il canale Bocas de Finas.
- Gruppo di piccole isole a occidente dell'isola di Heceta (Heceta Island):
  - Isola di Losa (Losa Island)[11] 55°46′19″N 133°45′29″W
  - Isola di Gull (Gull Island)[12] 55°45′00″N 133°44′25″W
  - Isola di Emerald (Emerald Island)[13] 55°43′58″N 133°40′41″W
  - Isola di Timbered (Timbered Island)[14] 55°41′46″N 133°47′58″W
- Arcipelago delle Maurelle (Maurelle Islands)[15] 55°39′03″N 133°38′13″W - L'arcipelago si trova a sud dell'isola di Heceta (Heceta Island) ed è formato da una quindicina di isole maggiori e molte altre minori.
- Isola di Saint Joseph (Saint Joseph Island)[16] 55°35′48″N 133°42′41″W - L'isola, lunga 3,2 chilometri[1] e con una elevazione di 118 metri, si trova il canale di Sonora (Sonora Passage) e il canale di Arriaga (Arriaga Passage).
- Isola di Noyes (Noyes Island)[17] 55°35′48″N 133°42′41″W - L'isola chiude a sud la baia di Iphigenia.

### Insenature e altre masse d'acqua
Nella baia sono presenti le seguenti principali insenature e canali di collegamento:
- Baia di China (China Cove)[18] 55°50′26″N 134°15′58″W - La baia, ampia 2,7 chilometri, si trova nell'isola di Coronation (Coronation Islans) a nord del promontorio di Helm (Helm Point").
- Stretto di Sumner (Sumner Strait)[19] 56°23′36″N 133°30′36″W - Lo stretto, lungo 130 chilometri, si trova a nord della baia e divide l'isola di Coronation (Coronation Island) dall'Isola di Warren (Warren Island).
- Canale di Warren (Warren Channel)[20] 55°55′51″N 133°49′57″W - Il canale si trova a nord della baia e divide l'Isola di Warren (Warren Island) dall'isola di Kosciusko (Kosciusko Island).
- Stretto di Davidson (Davidson Inlet)[21] 56°03′00″N 133°29′00″W - Il canale divide l'isola di Kosciusko (Kosciusko Island) dall'isola di Heceta (Heceta Island).
- Baia di Cone (Cone Bay)[22] 55°47′49″N 133°40′30″W - La baia, ampia 2,4 chilometri, si trova nella parte nord dell'isola di Heceta (Heceta Island).
- Canale di Bocas De Finas (Bocas De Finas)[23] 55°42′00″N 133°34′56″W - Il canale divide l'isola Heceta dalle isole Maurelle (Maurelle Islands) e collega la baia con il golfo di Esquibel (Gulf of Esquibel ).
- Canale di Sonora (Sonora Passage)[24] 55°35′30″N 133°39′14″W - Il canale divide le isole Maurelle (Maurelle Islands) dall'isola di Saint Joseph (Saint Joseph Island) e collega la baia con il golfo di Esquibel (Gulf of Esquibel ).
- Canale di Arriaga (Arriaga Passage)[25] 55°34′03″N 133°39′55″W - Il canale divide l'isola di Saint Joseph (Saint Joseph Island) dall'isola di Noyes (Noyes Island) e collega la baia con il golfo di Esquibel (Gulf of Esquibel ).
- Baia di Roller (Roller Bay)[26] 55°31′14″N 133°44′03″W - La baia si trova sul lato occidentale dell'isola di Noyes (Noyes Island) .
- Baia di Lagoma (Lagoma Bay)[27] 55°31′41″N 133°43′28″W - La baia si trova sul lato occidentale dell'isola di Noyes (Noyes Island).

### Promontori presenti nella baia
Nella baia sono presenti i seguenti promontori:
- Isola di Coronation (Coronation Island):
  - Promontorio di Helm (Helm Point)[28] 55°49′43″N 134°16′40″W - Il promontorio, con una elevazione di 298 metri, si trova all'estremo sud dell'isola e divide la baia dall'Oceano Pacifico.
  - Promontorio di Cora (Cora Point)[29] 55°54′50″N 134°06′57″W - Il promontorio si trova all'estremo nord dell'isola e separa la baia dallo stretto di Sumner (Sumner Strait).

- Isola di Warren (Warren Island):
  - Promontorio di Borlase (Point Borlase)[30] 55°55′05″N 133°56′21″W - Il promontorio, con una elevazione di 38 metri, si trova all'estremo nord dell'isola  e separa la baia dallo stretto di Sumner (Sumner Strait).
  - Promontorio di Boot (Boot Point)[31] 55°50′57″N 133°54′05″W - Il promontorio, con una elevazione di 68 metri, si trova all'estremo sud dell'isola.

- Isola di Whale Head (Whale Head Island):
  - Promontorio di Whale Head (Whale Head)[32] 55°51′15″N 133°40′59″W - Il promontorio divide la baia dallo stretto di Davidson (Davidson Inlet).

- Isola di Heceta (Heceta Island):
  - Promontorio di Lynch (Cape Lynch)[33] 55°46′56″N 133°41′38″W - L'elevazione del promontorio, che si trova all'entrata della baia di Cone (Cone Bay), è di 38 metri.
  - Promontorio di Surf (Surf Point)[34] 55°49′49″N 133°37′45″W - L'elevazione del promontorio, che si trova all'entrata della baia di Alice (Port Alice), è di 28 metri.

- Isola di Noyes (Noyes Island):
  - Capo Ulitka (Cape Ulitka)[35] 55°33′40″N 133°43′38″W - L'elevazione del promontorio, che si trova all'entrata ovest della baia di Ulitka (Ulitka Bay), è di 31 metri.
  - Capo Addington (Cape Addington)[36] 55°26′19″N 133°49′18″W - Il promontorio è il punto più meridionale dell'isola insieme al promontorio Saint Nicholas (Saint Nicholas Point)